# Ди Карло, Доменико
Доменико Ди Карло (итал. Domenico Di Carlo; род. 23 марта 1964, Кассино, Лацио) — итальянский футбольный тренер. Будучи игроком, выступал на позиции опорного полузащитника.

## Карьера

### Игровая
Ди Карло начал свою игровую карьеру в родном городе, выступая за местную команду серии С2 «Реал Кассино». После нескольких сезонов, проведённых в «Тревизо», «Тернане», «Комо» и «Палермо», Ди Карло подписал контракт с командой Серии С1 «Виченца» в 1990 году. Игрок быстро сумел стать одним из ключевых футболистов команды, в составе которой отыграл девять сезонов, выйдя за это время из Серии С1 в Серию А, а также завоевав один Кубок Италии и дойдя затем до полуфинала Кубка обладателей кубков. Он покинул «Виченцу» в 1999 году, перейдя в «Лечче», выступавший в Серии А.
Сезон 2000/01 Доменико провёл в «Ливорно», а в ноябре присоединился к игравшему в региональной лиге «Зюйдтиролю», после чего объявил о завершении карьеры.

### Тренерская
В 2001 году Ди Карло начал тренерскую карьеру, возглавив молодёжный состав «Виченцы», с которым проработал до 2003 года. В период с 2003 по 2007 годы наставник тренировал «Мантову». 12 июня 2007 года специалист был утверждён в качестве главного тренера команды Серии А «Парма», находившейся в зоне вылета. В конечном итоге Ди Карло был уволен с занимаемой должности 10 марта 2008 года после домашнего поражения от «Сампдории» со счётом 1:2.
4 ноября 2008 года Ди Карло возглавил «Кьево», сменив на этом посту ранее уволенного Джузеппе Якини. Он сумел привести клуб к двум подряд местам в середине турнирной таблицы Серии А, что было расценено как впечатляющие результаты, учитывая сложность конкуренции с более именитыми командами с одним из самых низких бюджетов в лиге.
26 мая 2010 года было официально подтверждено, что Ди Карло ушёл с поста тренера «Кьево». В тот же день он был объявлен новым главным тренером «Сампдории», с которой он дебютировал на европейской арене в третьем отборочном раунде Лиги чемпионов УЕФА 2010/11, а затем Лиги Европы УЕФА 2010/11.
Форма «Сампдории» в национальном чемпионате была средней: «Блучеркьяти» плотно оборонялись, но изо всех сил пытались забить, особенно после ухода Антонио Кассано и Джампаоло Паццини. Ди Карло был уволен 7 марта 2011 года после домашнего поражения со счётом 3:2 от «Чезены», последнего матча серии из десяти игр, в которой было семь поражений и всего одна победа. В тот же день его сменил Альберто Кавасин.
9 июня 2011 года Ди Карло согласился вновь возглавить «Кьево». Он смог спасти команду от вылета в Серию В в свой первый сезон на посту главного тренера, однако был отстранён от своих обязанностей 2 октября 2012 года и заменен на Эудженио Корини после неудачного старта сезона 2012/13. Затем он в течение недолгого периода времени занимал пост главного тренера «Ливорно» в конце сезона 2013/14, но в конечном счете не помог клубу избежать вылета во второй дивизион.
8 декабря 2014 года он был назначен новым главным тренером борющейся за выживание в Серии А «Чезены» вместо Пьерпаоло Бизоли.
5 февраля 2018 года Ди Карло подписал трудовое соглашение с коллективом из Серии В «Новара». В конце сезона клуб вылетел в Серию С, а Ди Карло был уволен со своего поста. 13 ноября 2018 года Ди Карло был в очередной раз назначен главным тренером «Кьево» после отставки Джан Пьеро Вентуры.
1 июня 2019 года Ди Карло был назначен главным тренером «Виченцы». Под его руководством команда вышла в Серию В. 22 сентября 2021 года руководство клуба сообщило об отставке тренера в связи с неудачным стартом команды в сезоне Серии B 2021/22. 1 июня 2022 года клуб «Порденоне» объявил о назначении Ди Карло на должность главного тренера, наставник заключил с коллективом двухлетний контракт. Он был уволен со своего поста 6 марта 2023 года после домашней ничьей в игре с «Перголеттезе», которая оставила «Порденоне» на третьем месте в турнирной таблице первенства.
11 апреля 2023 года клуб вновь назначил его главным тренером.
11 июля 2023 года выступающий в Серии С феррарский клуб СПАЛ на своём официальном сайте объявил о назначении Ди Карло на пост главного тренера команды после увольнения предыдущего наставника «бело-голубых» Массимо Оддо. Соглашение специалиста с клубом рассчитано на срок до 30 июня 2024 года.